# 金切裂指物使番

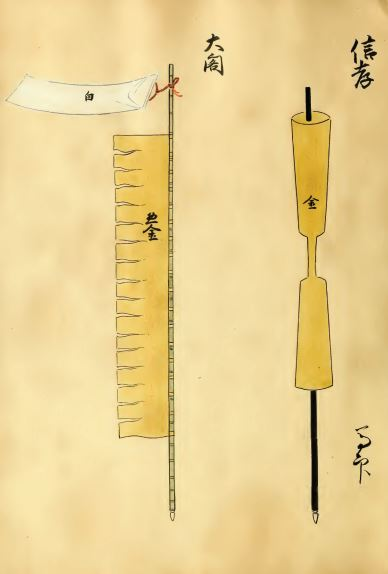
左の旗指物が太閤秀吉の金切裂指物

金切裂指物使番（きんのきっさきさしものつかいばん）とは、使番衆・馬廻衆の中から豊臣秀吉が特に選抜して取り立てた者で、金地の指物（旗指物）の幟の端を切り裂いて風になびきやすくした「金の切裂の指物」を授けられた家臣。
指物は幟状の旗であったと思われるが、鎧の背などに付けたり、指物持の従者に持たせたりした。一部の新参衆を除いて豊臣氏の譜代家臣で、数名は大名にまでなっている。

## 構成
山鹿素行の『武家事紀』は下記の32名を金切裂指物使番として列挙している。
『武家事紀』にある金切裂指物使番
1. 蒔田主水正（政勝）
2. 石川兵蔵（貞清）
3. 三上与三郎（季直）
4. 山城小才次[2]（宮内）
5. 左田三六[3]
6. 水原石見守（吉一）
7. 水野久右衛門尉[3][4]
8. 熊谷内蔵允（直盛）
9. 屋松治右衛門尉[3]
10. 佐久間河内守（政実）
11. 滝川豊前守[5]（忠征）
12. 杉山源兵衛尉[6]
13. 奥村半平[7]
14. 佐藤駿河守（堅忠）[8]
15. 松平藤助[9]
16. 小田喜四郎[3]
17. 森十蔵[3]
18. 新庄越前守（直定）
19. 大屋弥八[10]
20. 河原長門守[3]
21. 渡辺与一郎[3]
22. 大田半二[3]
23. 竹中貞右衛門尉[11]（重定）
24. 毛利兵吉（重政）
25. 西川与右衛門尉（方盛）
26. 山田久三郎[3]
27. 小川清右衛門尉
28. 美部四郎三郎[12]（美濃部美濃守）
29. 石田備前守[3]
30. 佐尾左衛門尉[3]
31. 垣見和泉守（一直）
32. 布施屋飛騨守[13]（伏屋飛騨守）

これ以外にも、小瀬甫庵の『太閤記』の御使番衆15名の中には、金切裂指物使番となった者が（重複を除いて）3名いる。
『太閤記』にある金切裂指物使番
- 友松次右衛門尉[14]（盛保）
- 布施屋隠岐守[3]
- 松井藤助[9]

同様に、太田牛一の『大かうさまくんきのうち』の御使番衆24名の中には、金切裂指物使番となった者が（重複を除いて）1名いる。
『大かうさまくんきのうち』にある金切裂指物使番
- 伏屋小兵衛（為長）